# Emma González
Như một nữ sinh trung học cổ đã sống sót qua ngày 2018 Stoneman Douglas Trường trung học bắn súng trong công Viên, Florida, và phản ứng đồng sáng lập súng kiểm soát vận động, Không bao giờ một lần Nữa SID.